# Hepsidera
Hepsidera là một chi bướm đêm thuộc họ Erebidae.